# مارینه پطروسیان (هنرپیشه)
مارینه پتروسیان (ارمنی: Մարինե Պետրոսյան؛ انگلیسی: Marine Petrossian; ۲۷ مارس ۱۹۶۰) یک بازیگر اهل ارمنستان بود. وی بین سال‌های - تا - میلادی فعالیت می‌کرد.

## زندگی‌نامه
وی در ۲۷ مارس ۱۹۶۰ در گغادیر، به دنیا آمد و از فرهنگستان دولتی تئاتر سوندوکیان فارغ‌التحصیل شد. 